# Rhodophiala maculata
Rhodophiala maculata là một loài thực vật có hoa trong họ Amaryllidaceae. Loài này được (L'Hér.) Ravenna miêu tả khoa học đầu tiên năm 1970.